# Oblężenie Paryża (1870–1871)
Oblężenie Paryża – oblężenie miasta przez wojska pruskie, które miało miejsce od 19 września 1870 do 28 stycznia 1871, podczas wojny francusko-pruskiej. Zakończyło się kapitulacją Paryża, proklamacją Cesarstwa Niemieckiego oraz wybuchem komuny paryskiej.

## Tło sytuacyjne
Z początkiem września 1870 roku pruska 3 Armia, dowodzona przez księcia Fryderyka Pruskiego, maszerowała na Paryż. Francuskie siły Napoleona III miały wesprzeć Francuzów okrążonych przez Prusaków podczas oblężenia Metzu. Wsparcie to zostało zniszczone w bitwie pod Sedanem. Droga do Paryża stała otworem. Pruska 3 Armia, dowodzona przez króla Wilhelma I i szefa sztabu Helmutha von Moltke oraz Armia Mozy Alberta I, bez oporu maszerowały na stolicę Francji. W Paryżu gubernator i komendant obrony miejskiej Louis Jules Trochu zorganizował 60 000 żołnierzy, którzy pod dowództwem Josepha Vinoya zdołali wycofać się z bitwy pod Sedanem lub zostali powołani z rezerw wojskowych. Wraz z 90 000 Gardes Mobiles, brygady złożonej z 13 000 marynarzy oraz 350 000 żołnierzy Gwardii Narodowej liczba potencjalnych obrońców Paryża liczyła około 513 000 osób. Jednakże zwerbowani żołnierze Gwardii Narodowej nie byli przećwiczeni. Posiadali 2500 armat, w tym 350 było w rezerwie, oraz 8 000 000 kg prochu strzelniczego.
Wcześniej Francuzi przewidywali, że wojna będzie toczyć się na niemieckim terytorium. Dopiero po przegranych bitwach pod Spicheren i Froeschwiller władze zaczęły podejmować poważne działania w organizacji obrony Paryża. Utworzono komitet pod przywództwem marszałka Vaillanta, który otrzymał budżet w wysokości 12 milionów franków na wzmocnienie obrony. Wokół miasta wzniesiono barykady, 12 000 robotników zatrudniono do robót ziemnych, na Sekwanie utworzono zapory, a wybrane podejścia zaminowano. Wycięto również lasy i wyburzono zabudowania, aby oczyścić pola ostrzału. Rozkopano drogi, a kolej oraz trasy prowadzące do stolicy zablokowano. Katakumby Paryża oraz część kamieniołomów, znajdujących się poza miastem, zamknięto obawiając się ich wykorzystania przez Prusaków.

## Oblężenie
Wojska pruskie szybko podeszły pod Paryż, a 15 września Moltke wydał rozkaz budowy cyrkumwalacji wokół miasta. Jednocześnie armia księcia Alberta bez żadnego oporu podchodziła Paryż od północy, natomiast armia księcia Fryderyka od południa. W dniu 17 września oddziały francuskie pod dowództwem Vinoya, próbując uratować miejscowy skład zaopatrzenia, uderzyły na armię Fryderyka w pobliżu Villeneuve-Saint-Georges. Francuski atak został odparty przez ogień artyleryjski. Droga kolejowa prowadząca do Orleanu została odcięta przez Prusaków, a 18 września zdobyty został Wersal, gdzie utworzono kwaterę główną 3 Armii oraz króla Wilhelma I. 19 września zakończono okrążanie stolicy i rozpoczęto oblężenie miasta pod dowództwem Leonharda Graf von Blumenthala.

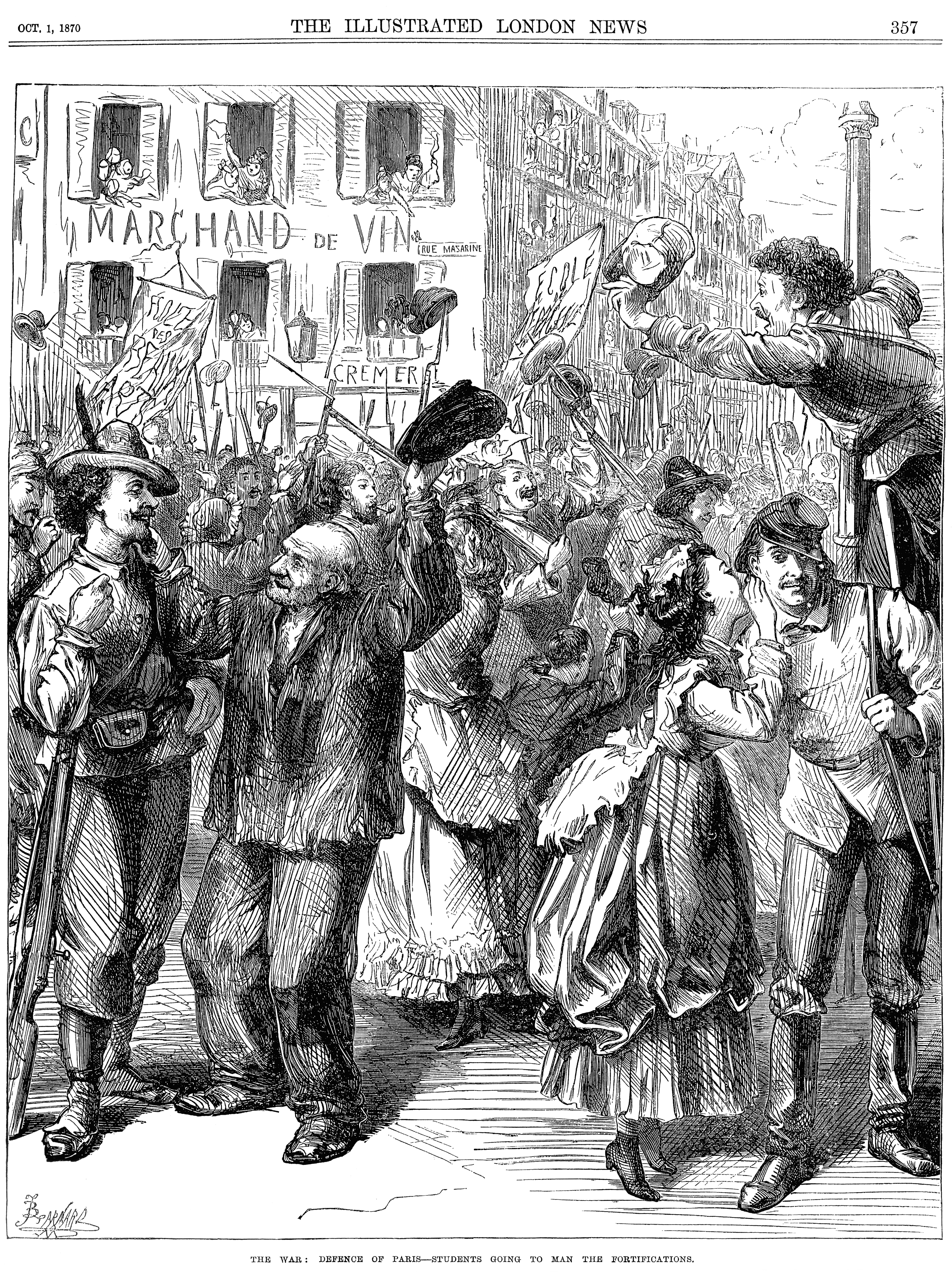
„Wojna: Obrona Paryża – studenci idący obsadzić barykady”. Ilustracja z Illustrated London News z 1 października 1870

Premier Prus Otto von Bismarck proponował ostrzał Paryża, aby zapewnić szybką kapitulacje miasta. Niemieckie naczelne dowództwo pod naciskiem generała von Blumenthala odmówiło argumentując, że bombardowanie dotknęłoby ludność cywilną, tym samym łamiąc zasady użycia siły, i spowodowałoby zwrócenie się opinii publicznej przeciwko Niemcom, nie przyśpieszając zwycięstwa.

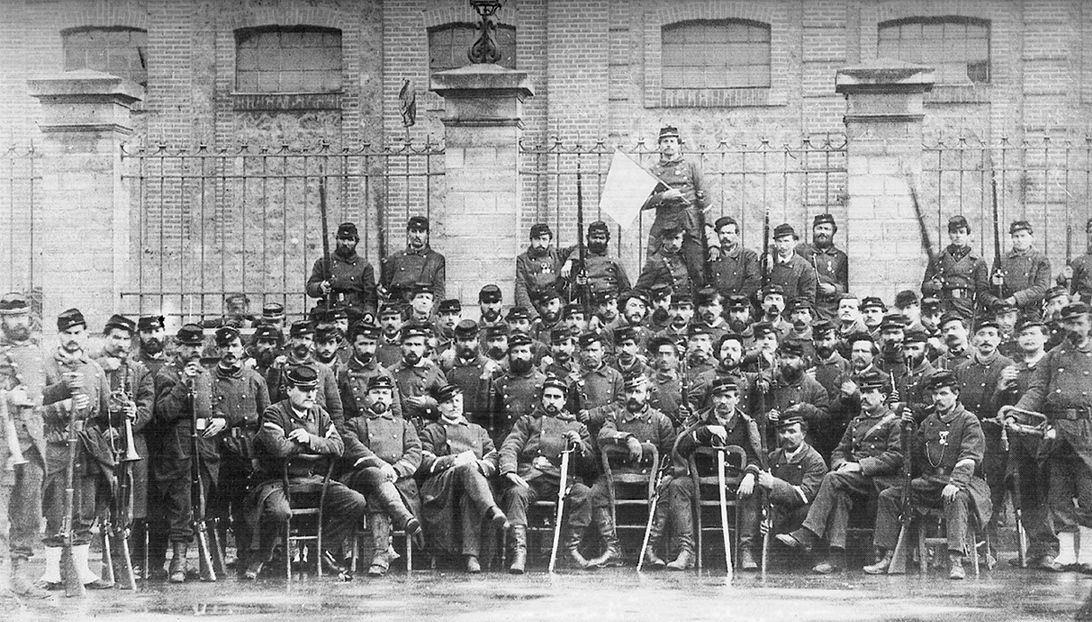
Kompania francuskiej Gwardii Narodowej

Trochu nie wierzył w możliwości Gwardii Narodowej, która stanowiła połowę sił broniących miasto, dlatego nie podjął on działań, które zatrzymały by budowę cyrkumwalacji. Trochu miał nadzieję, że Moltke spróbuje zająć stolicę szturmem, wówczas Francuzi polegaliby na miejskich fortyfikacji. Składała się ona z 33 kilometrowego wału Thiersa oraz pierścienia szesnastu fortów, które powstały w latach 40 XIX wieku. Jednak Moltke nigdy nie planował ataku na miasto, co zostało szybko zauważone wraz z rozpoczęciem oblężenia. W efekcie Trochu zmienił plan i pozwolił Vinoyowi przeprowadzić atak na wojska pruskie znajdujące się na zachód od Sekwany. 30 września w miejscowości Chevilly doszło do bitwy, w której 20 000 żołnierzy Vinoya zostało powstrzymanych, a następnie wypartych przez 3 Armię. 13 października Francuzi ponownie uderzyli i zajęli Chevilly wypierając II Korpus bawarski. Jednakże ostrzał pruskiej artylerii zmusił wojska francuskie do wycofania się.
29 października pod Le Bourget generał Carey de Bellemare, który dowodził najsilniejszą twierdzą północy Paryża, bez żadnego rozkazu zaatakował Gwardię Pruską i zdobył miasto. Niemcy nie mieli interesu w odbijaniu utraconej pozycji. Pomimo tego książę Albert rozkazał zająć miasto. W bitwie pod Le Bourget Gwardia Pruska z powodzeniem przejęła miasto i wzięła do niewoli 1200 francuskich żołnierzy. Wraz z wieściami o francuskich porażkach pod Metz i Le Bourget morale mieszkańców Paryża uległo pogorszeniu. Niemiecka blokada zaczęła dawać się we znaki ludności Paryża. 31 października po ogłoszeniu przez rząd porażki: kapitulacji Metzu i utraty Le Bourget rozwścieczony tłum z okrzykami otoczył i wdarł się do Hôtelu de Ville biorąc Trochu i członków rządu jako zakładników. Przywódcy rewolucyjni (m.in. Gustave Flourens, Charles Delescluze, Louis Auguste Blanqui) podjęli nieudaną próbę obalenia rządu Trochu i ustanowienia własnego. W tym samym czasie bataliony Gwardii Narodowej prowadzone przez Jules Ferry’ego i oddział Garde Mobiles prefekta policji Edmunda Adama przygotowywały się do odbicia budynku. Doszło do negocjacji między dwoma stronami. O poranku 1 listopada w efekcie rozmów rewolucjoniści pokojowo wypuścili zakładników. Pomimo obietnic władz dotyczących braku represji wobec rewolucjonistów, rząd aresztował i uwięził 22 przywódców. Wydarzenie to znacząco rozgoryczyło ruch lewicowy Paryża.
30 listopada Trochu w nadziei na poprawę morale przeprowadził atak z Paryża wierząc, że dojdzie do przełomu. Wysłał generała Auguste-Alexandre Ducrot z 80 000 żołnierzami przeciwko Prusakom pod Champigny, Créteil i Villiers-sur-Marne. Wówczas doszło do bitwy pod Villiers, podczas której Francuzom udało się zdobyć i utrzymać pozycje w Créteil i Champigny. Do 2 grudnia Korpus z Wirtembergii odparł Ducrota na pozycje obronne, gdzie bronił się do zakończenia bitwy 3 grudnia.
9 grudnia, miejscowość Ham położona ok. 104 km od Paryża, została zdobyta przez francuską armię Louisa Faidherbe. 21 grudnia Trochu i Ducrot wydali rozkaz oddziałom francuskim podjęcia próby przełomu pod Le Bourget w nadziei na połączenie się z armią Faidherbe. Pogoda była bardzo zimna, a ukryta i dobrze ulokowana pruska artyleria zadała ciężkie straty nacierającym Francuzom. Żołnierze obozowali w nocy bez paliwa do ogrzania się, przy temperaturze -14°. Po stronie francuskiej było ponad 900 przypadków odmrożenia i 2000 ofiar. Po stronie pruskiej zginęło mniej niż 500 osób.

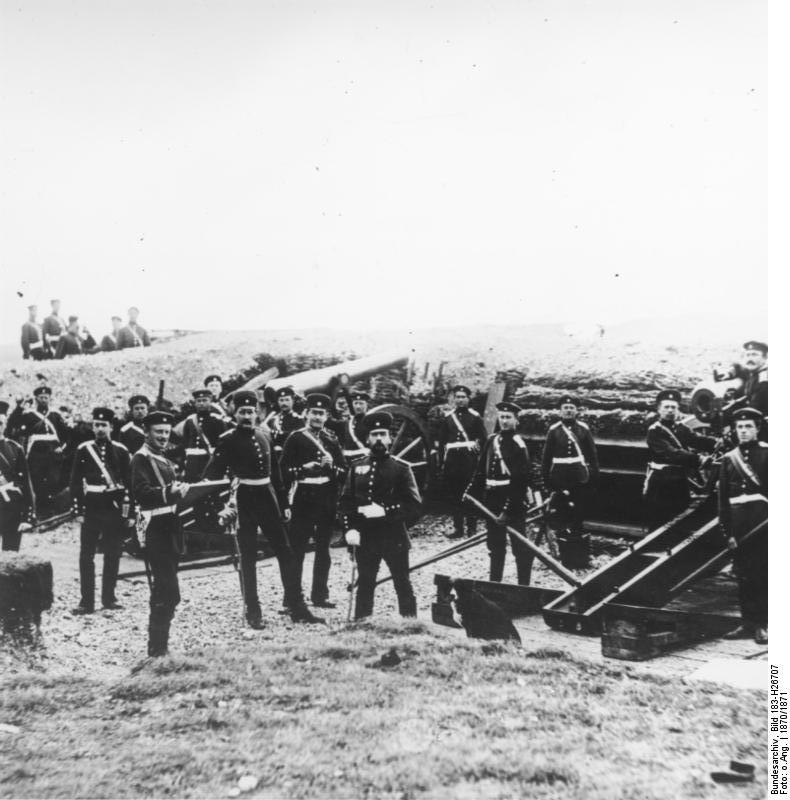
Pruska artyleria podczas oblężenia

19 stycznia wojska francuskie przeprowadziły ostatnią próbę przebicia. Atak został skierowany na park Buzenval w Saint-Cloud w pobliżu pruskiego sztabu położonego na zachód od Paryża. Książę Fryderyk odparł atak, podczas którego zginęło 4000 francuzów, a 600 odniosło rany. Trochu zrezygnował z funkcji gubernatora i pozostawił generała Josepha Vinoya z 146 000 obrońców.

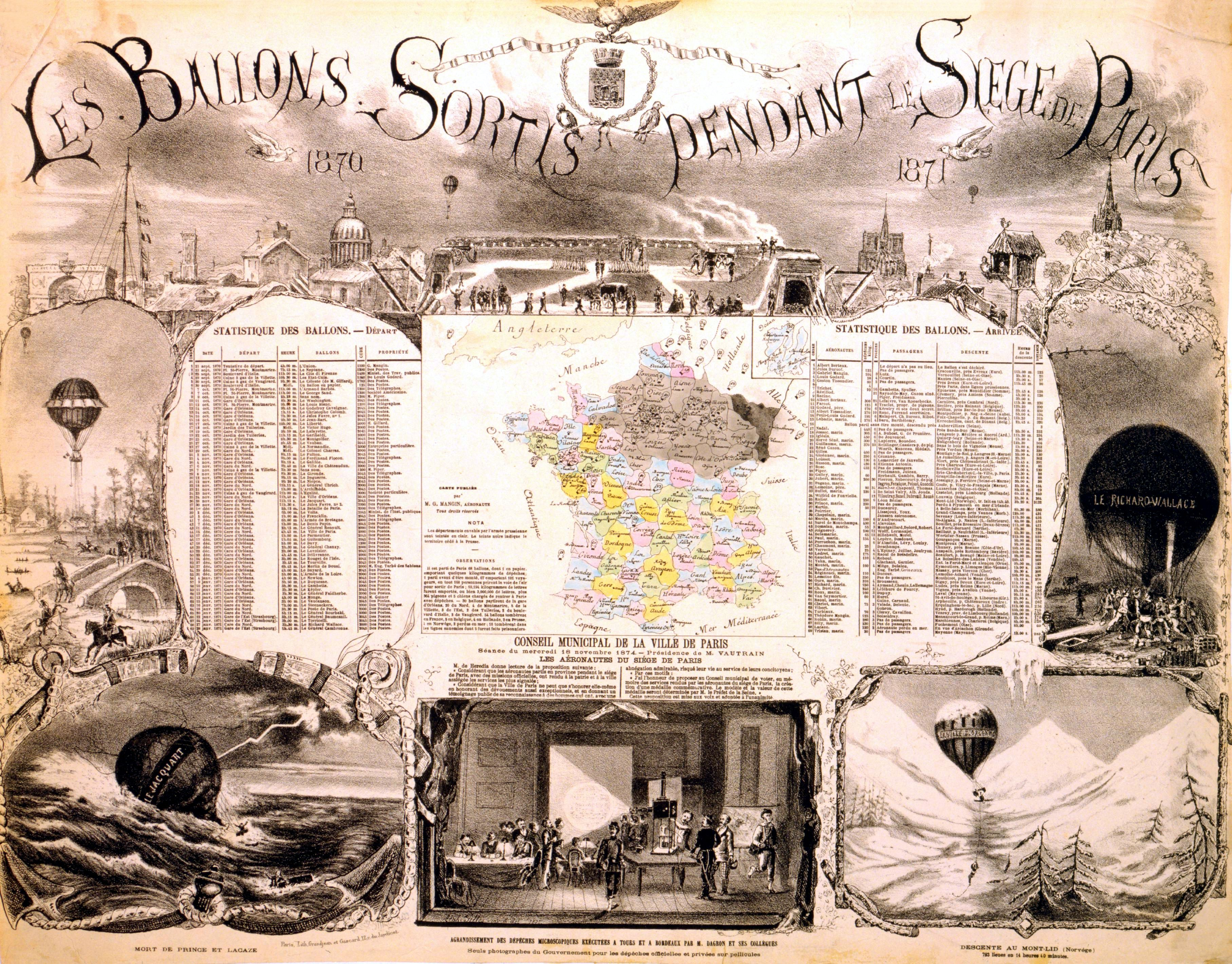
Lista balonów, które zdołały wylecieć z oblężonego Paryża

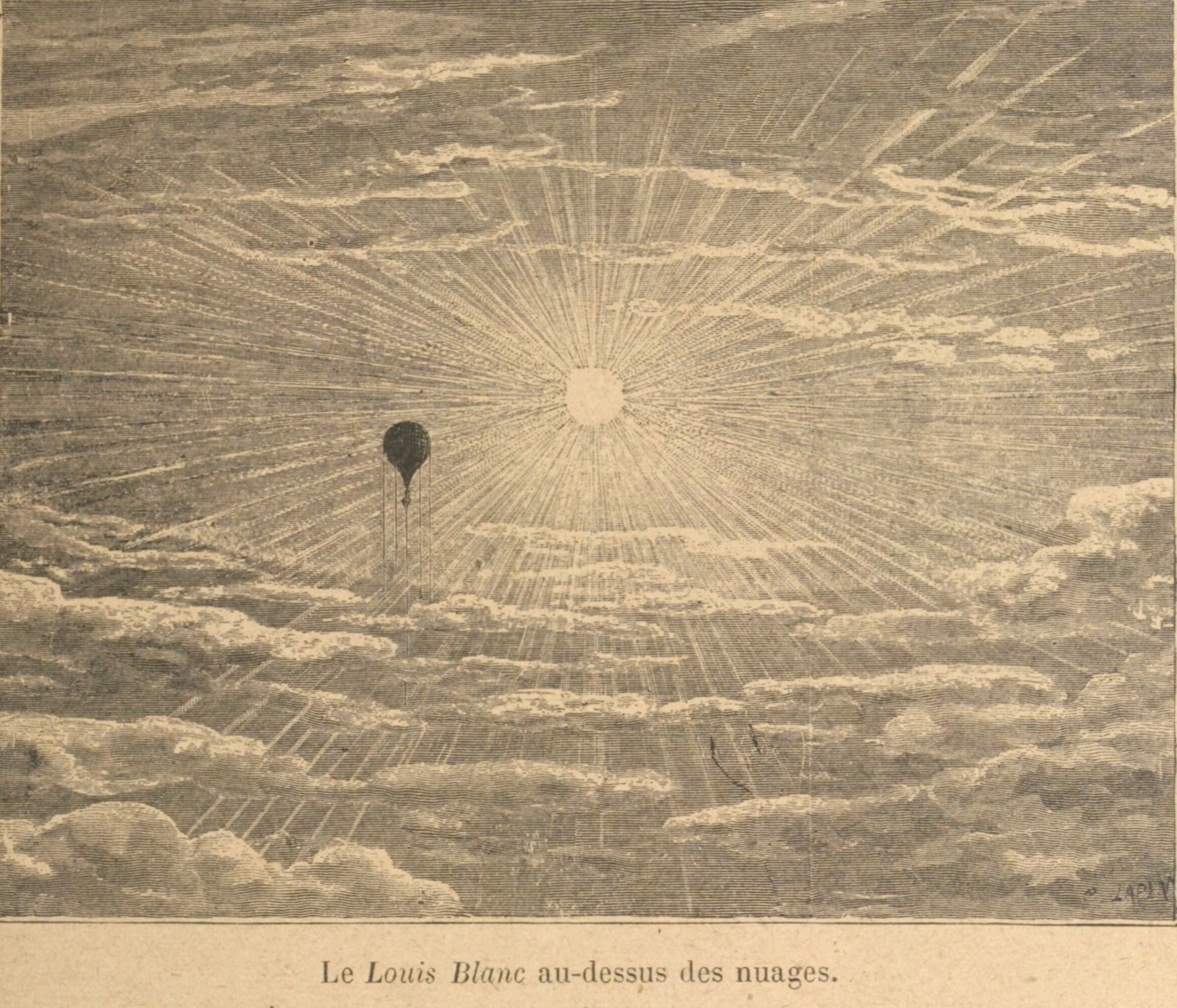
Louis Blanc w balonie pośród chmur

Podczas zimy w naczelnym dowództwie rosło napięcie między Prusakami. Feldmarszałek Helmuth von Moltke i generał Leonhard von Blumenthal, którzy dowodzili działaniami wojsk, skupieni byli przede wszystkim na metodycznym oblężeniu, które zniszczyłoby fortyfikacje wokół miasta i powoli zmniejszałoby liczbę obrońców przy minimalnych stratach po stronie niemieckiej.
Z upływem czasu narastała obawa, że przedłużająca się wojna może negatywnie wpłynąć na niemiecką gospodarkę, oraz że przeciągające się oblężenie Paryża upewnia francuski Rząd Obrony Narodowej co do możliwości pokonania Prus. Przedłużająca się kampania dałaby również Francji czas na stworzenie nowej armii i przekonania neutralnych państw do dołączenia do wojny przeciwko Prusom. Dla Bismarcka zdobycie Paryża było kluczową kwestią dla złamania bezkompromisowego rządu republikanów, jak najszybszego zakończenia wojny i zapewnienia korzystnych postanowień pokoju dla Prus. Moltke również martwił się z powodu zimowych dostaw, które były niewystarczające dla niemieckiej armii oblegającej Paryż. Wśród żołnierzy zaczęły coraz częściej występować choroby (np. gruźlica). Ponadto operacje oblężnicze konkurowały o priorytet z Kampanią Loary, która była prowadzona przeciwko pozostałym armiom francuskim.
W związku z poważnym niedoborem żywności paryżanie byli zmuszeni do uboju wszystkich dostępnych zwierząt. Szczury, psy, koty i konie jako pierwsze zostały zabite i były stałym elementem menu paryskich restauracji. Gdy skończyły się zapasy tych zwierząt, mieszkańcy Paryża zaczęli wykorzystywać zwierzęta z ogrodów zoologicznych przebywających w Jardin des plantes. Jako pożywienie zostały wykorzystane również dwa słonie: Castor i Pollux, które były jedynymi w Paryżu.
Jedynym ambasadorem mocarstwa, który pozostał podczas oblężenia, był dyplomata Stanów Zjednoczonych Elihu B. Washburne. Jako przedstawiciel neutralnego kraju Washburne odgrywał wyjątkową rolę w konflikcie. Przez większość czasu był on jednym z niewielu kanałów komunikacji miasta z światem zewnętrznym. Przodował także w dostarczaniu pomocy humanitarnej cudzoziemcom, w tym etnicznym Niemcom, żyjącym w stolicy .

### Bombardowanie

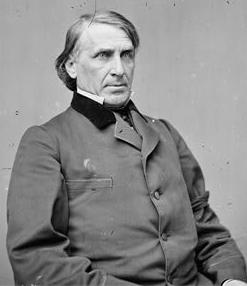
Elihu B. Washburne

W styczniu 1871 roku, na polecenie Bismarcka, w ciągu dwudziestu trzech nocy Niemcy wystrzelili około 12 000 pocisków w kierunku miasta, próbując załamać morale mieszkańców i obrońców Paryża. 5 stycznia bezpośredni atak na miasto poprzedziło zbombardowanie południowych fortów przeprowadzone z wyżyn Châtillon. Tego samego dnia forty Issy i Vanves zostały uszkodzone przez zmasowany ostrzał, co pozwoliło pruskiej artylerii przenieść się o 750 metrów bliżej granic Paryża. Zmieniło to znacząco sytuację, ponieważ wcześniej artyleria w zasięgu miała jedynie obrzeża miasta. Pierwsze pociski spadły na lewy brzeg jeszcze tego samego dnia.
Pruscy artylerzyści wycelowali działa pod najwyższym możliwym kątem i zwiększono ładunki, aby móc ostrzelać nieosiągalne dotąd obszary. Pociski spadły na most Pont Notre-Dame i Île Saint-Louis, lecz nie osiągnęły Prawego Brzegu. Do 20 000 uchodźców opuściło Lewy Brzeg zatrzymując się na Prawym obciążając już znacząco przeciążone zapasy żywności w dzielnicach. Kopuły Panteonu i Les Invalides były częstym celem artylerzystów, a ich okolice zostały w szczególności zniszczone. Pociski trafiały również w szpital Salpetrière i Théâtre de l’Odéon (wówczas używany jako szpital), co doprowadziło niektórych do przekonania, że Prusacy celowo bombardowali obiekty. Moltke, w odpowiedzi na oskarżenia Trochu dotyczące bombardowania szpitali, odpowiedział, że ma nadzieję wkrótce zbliżyć artylerię, aby jego żołnierze mogli lepiej rozpoznawać flagi Czerwonego Krzyża.
Około 400 osób, które zginęły lub odniosły rany z powodu bombardowań „nie miało większego wpływu na ducha obrońców Paryża”. Charles Delescluze stwierdził „Francuzi 1870 roku są synami tych Galów, dla których bitwy były urlopem”. W rzeczywistości poziom zniszczeń nie był taki jakiego Prusacy oczekiwali. Pociski często powodowały niewielkie uszkodzenia budynków, a wiele z nich spadało na otwarte przestrzenie z dala od ludzi. Angielski obserwator Edwin Child napisał, że „Coraz bardziej przekonywał się o niemożliwości skutecznego zbombardowania Paryża, którego domy budowano z tak solidnych bloków kamiennych, że można je było niszczyć jedynie po kawałku”.

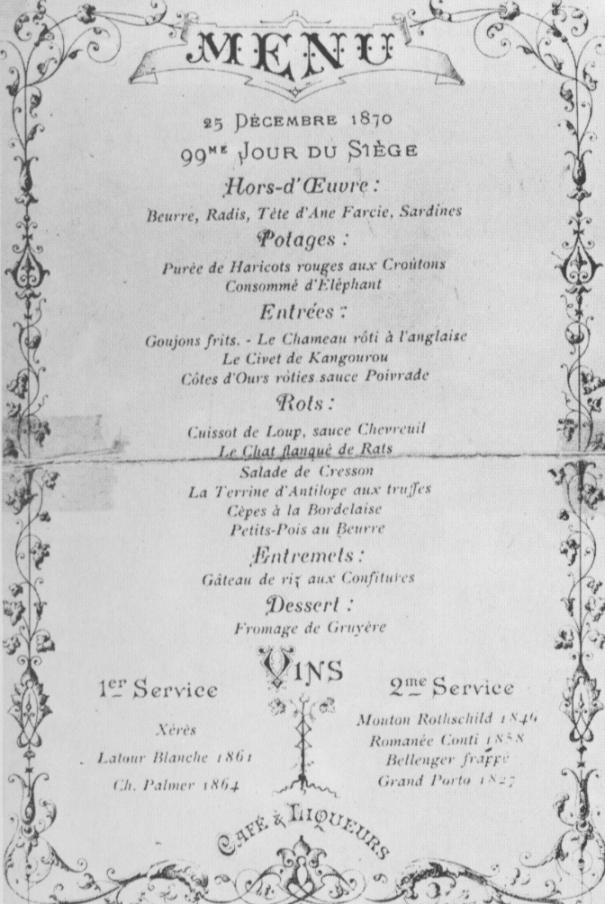
Bożonarodzeniowe menu, 99 dzień oblężenia. Menu zawiera nietypowe dania z osła, słonia, wielbłąda, kangura, antylopy, niedźwiedzia, kota lub wilka

## Zawieszenie broni i kapitulacja

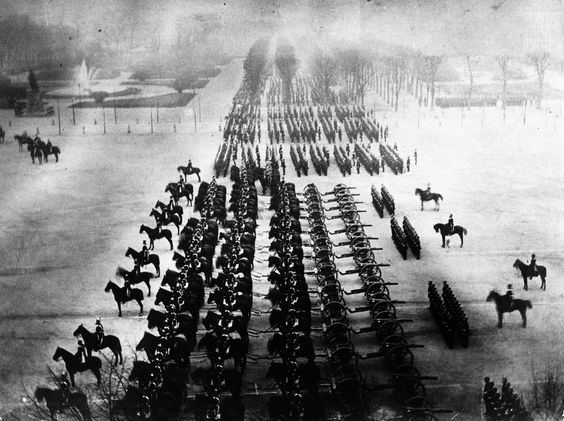
Niemiecka parada w Paryżu

25 stycznia 1871 roku Wilhelm I polecił generałowi Moltke skonsultować się z Bismarckiem w sprawie przyszłych operacji. Bismarck natychmiast rozkazał zbombardować miasto za pomocą działa oblężniczego Krupp dużego kalibru. Skłoniło to stolicę do kapitulacji dnia 28 stycznia 1871 roku.
Tajne rozmowy o zawieszeniu broni rozpoczęły się 23 stycznia 1871 roku i trwały do 27 stycznia w Wersalu między Jules’em Favre’em a Bismarckiem. Po stronie francuskiej istniała obawa, że Gwardia Narodowa zbuntuje się po publicznym ogłoszeniu kapitulacji. Bismarck zasugerował Favre sprowokowanie wybuchu powstania, które następnie mógłby spacyfikować francuską armią. Uzgodniono warunki, wedle których regularne wojska francuskie (z wyjątkiem jednej dywizji) zostaną rozbrojone, Paryż zapłaci odszkodowanie w wysokości dwustu milionów franków, a fortyfikacje zostaną zajęte przez Prusaków. W zamian zawieszenie broni przedłużono do 19 lutego.
Dostawy żywności z prowincji, a także ze statków Wielkiej Brytanii i Stanów Zjednoczonych, niemal natychmiast zaczęto dostarczać głodującemu miastu. Brytania wysłała statki Royal Navy załadowane zapasami żywności dla armii. Do pomocy dołączyły także prywatne organizacje, takie jak Fundusz Pomocy (Relief Fund) lorda majora i Londyński Komitet Pomocy (London Relief Committee), które przekazały spore darowizny. Według brytyjskiego przedstawiciela odpowiedzialnego za dystrybucję żywności, na początku lutego London Relief Committee przekazał „około 10 000 ton mąki, 450 ton ryżu, 900 ton herbatników, 360 ton ryb i prawie 4000 ton paliwa, wraz z około 7000 sztuk bydła”. Stany Zjednoczone wysłały żywność wartą około 2 miliony dolarów, ale większość z nich pozostała w porcie Hawr z powodu braku robotników potrzebnych do rozładunku statków. Przybycie pierwszego brytyjskiego konwoju z żywnością do Les Halles wywołało zamieszki i plądrowanie.
1 marca 1871 roku trzydzieści tysięcy pruskich, bawarskich i saskich żołnierzy przeprowadziło krótką paradę zwycięstwa w Paryżu, a Bismarck uhonorował rozejm wysyłając koleją żywność do miasta. Po dwóch dniach niemieckie wojska wyruszyły na wschód miasta, aby zatrzymać się w tymczasowych obozach do momentu, gdy Francja zapłaci uzgodnione odszkodowania wojenne. Podczas gdy paryżanie odbudowywali wyniszczoną stolicę, znajdującą się pod krótką i symboliczną okupacją, nie doszło do poważniejszych incydentów. Brak znaczących konfliktów wynikał po części z tego, że Niemcy unikali obszarów takich jak Belleville, gdzie wrogość wobec okupantów była wysoka.

## Następstwa

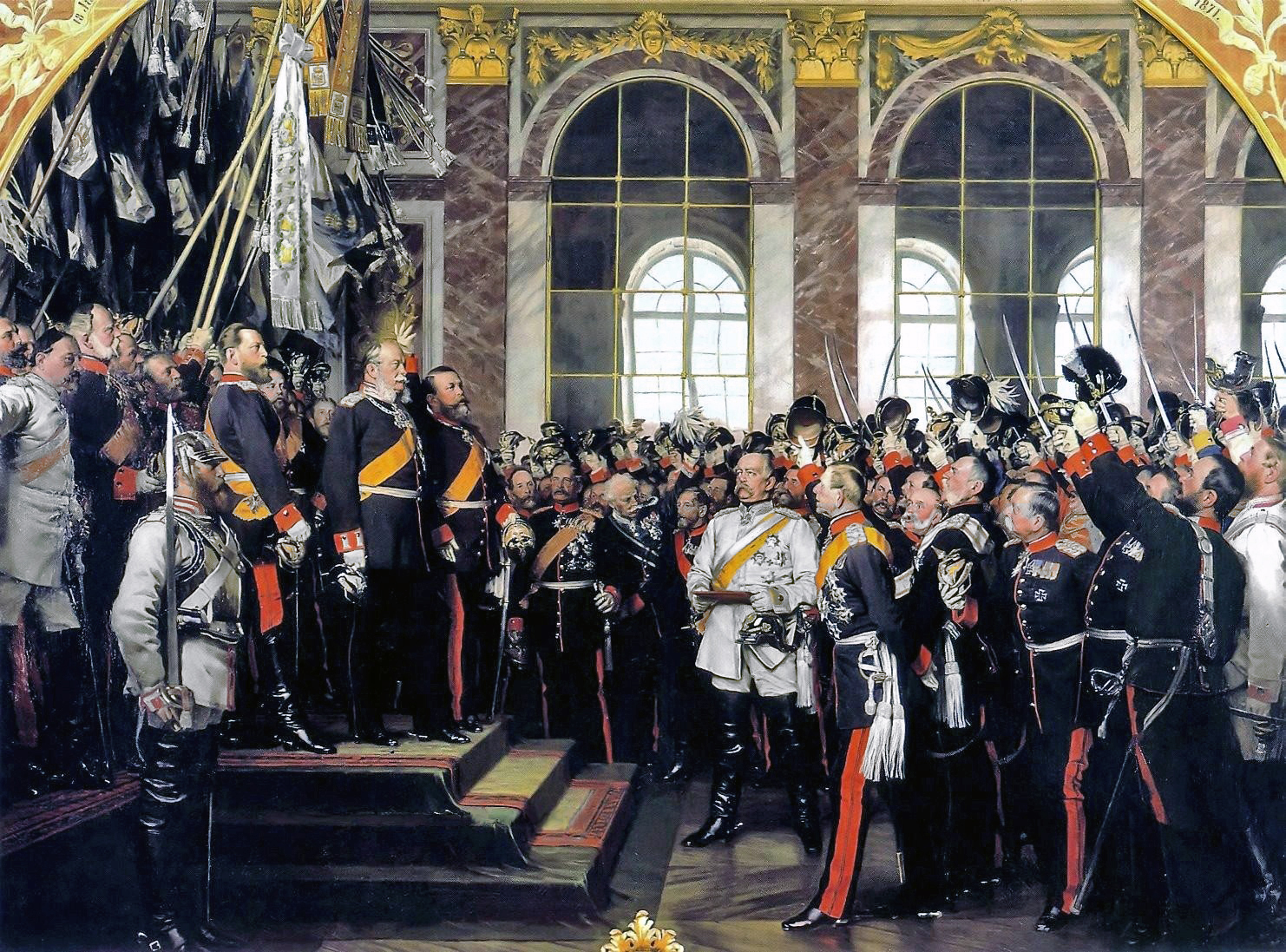
Proklamacja Rzeszy Niemieckiej w Sali Zwierciadlanej pałacu wersalskiego 18 stycznia 1871, w rocznicę koronacji pierwszego pruskiego króla

18 stycznia 1871 roku Wilhelm I w pałacu wersalskim proklamował Cesarstwo Niemieckie. Królestwo Bawarii, Wirtembergii i Saksonii, księstwa Badenii i Hesji oraz wolne miasta Hamburg i Brema zostały zjednoczone z Związkiem Północnoniemieckim, tworząc Cesarstwo Niemieckie. 10 maja 1871 roku podpisano pokój frankfurcki kończący wojnę francusko-pruską. W wyniku postanowień Francja utraciła Alzację i Lotaryngię, którą Otto von Bismarck włączył bezpośrednio w skład Cesarstwa Niemieckiego.
Dalsza obecność wojsk niemieckich poza miastem rozgniewała paryżan. Kolejne niechęci pojawiały się przeciwko rządowi francuskiemu, a w marcu 1871 roku paryscy robotnicy i członkowie Gwardii Narodowej zbuntowali się i ustanowili Komunę Paryską (zryw rewolucyjny ludności stolicy), która stłumiona została do końca maja 1871 roku.

## Poczta powietrzna

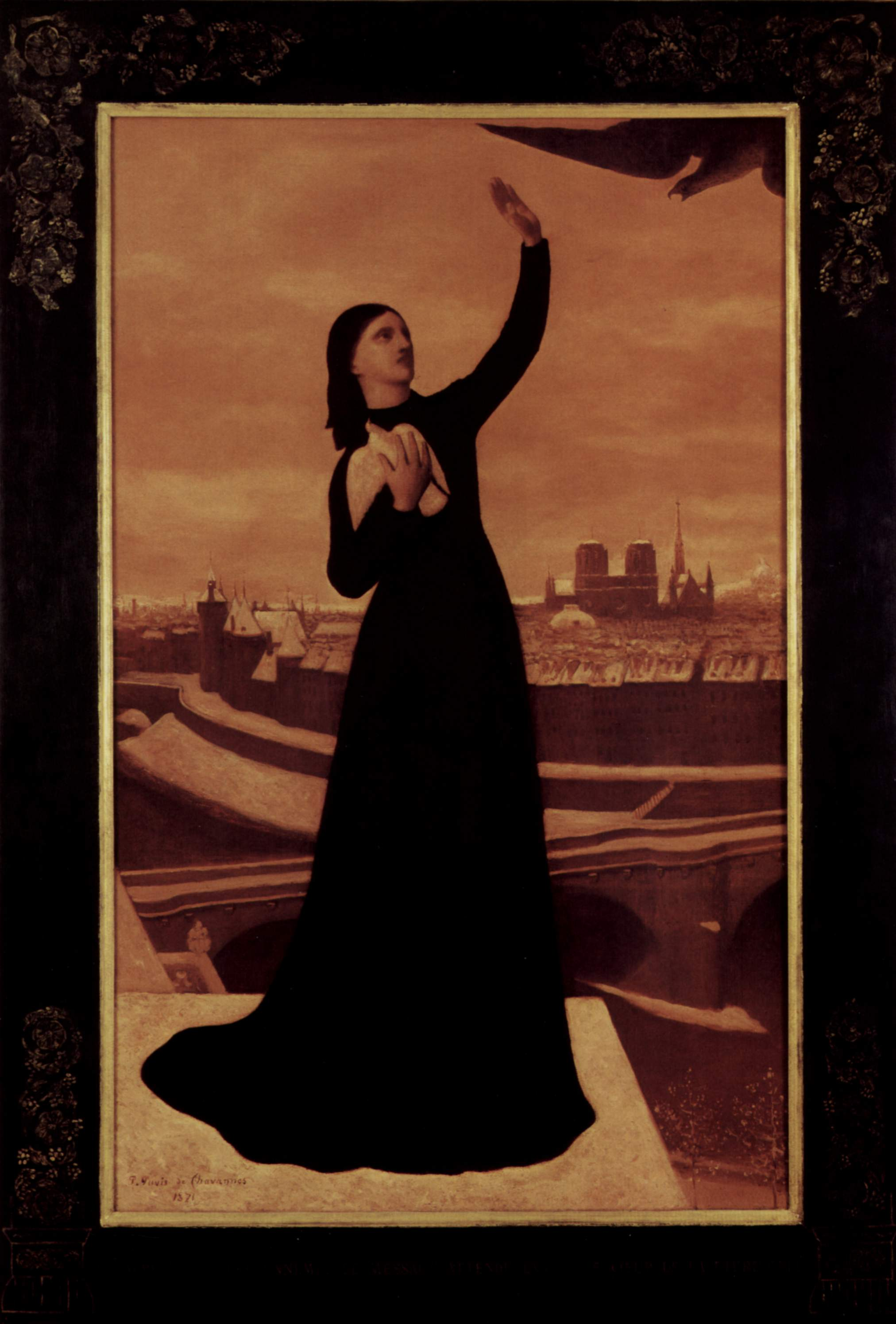
„Gołąb” obraz autorstwa Pierre Puvis de Chavannes, znajdujący się w Musée d’Orsay

Poczta balonowa była jedynym środkiem, za pomocą którego oblężone miasto mogło nawiązać komunikację z resztą Francji. Wykorzystanie balonów do transportu poczty podczas oblężenia po raz pierwszy zostało zaproponowane przez fotografa i entuzjastę baloniarstwa Felixa Nadar. 17 września Nadar zwrócił się do Rady Obrony Paryża, proponując użycie balonów do komunikacji ze światem zewnętrznym, podobną propozycję złożył również pilot Eugène Godard.
Pierwszą próbę realizacji pomysłu dokonano 23 września przy użyciu balonu o nazwie Neptun. Oprócz pilota przewoził 125 kg poczty. Po trzygodzinnym locie wylądował w Craconville położonym 83 km od Paryża. Po udanej próbie powstała regularna usługa pocztowa, która ustaliła stawkę 20 centymów za list. Utworzono dwie manufaktury produkujące balony, jedną zarządzaną przez Nadara w sali tanecznej Elysềe-Montmartre (później przeniesiono ją do Gare du Nord), a drugą pod kierownictwem Godarda w Gare d’Orléans. Wykonano około 66 lotów balonami, w tym jeden, który przypadkowo ustanowił rekord przelotu, lądując w Norwegii. Zdecydowana większość z nich się powiodła: tylko pięć zostało schwytanych przez Prusaków, a trzy zaginęły: prawdopodobnie wpadły do Oceanu Atlantyckiego lub Morza Irlandzkiego. Liczbę przewiezionych listów szacuje się na około 2,5 miliona.

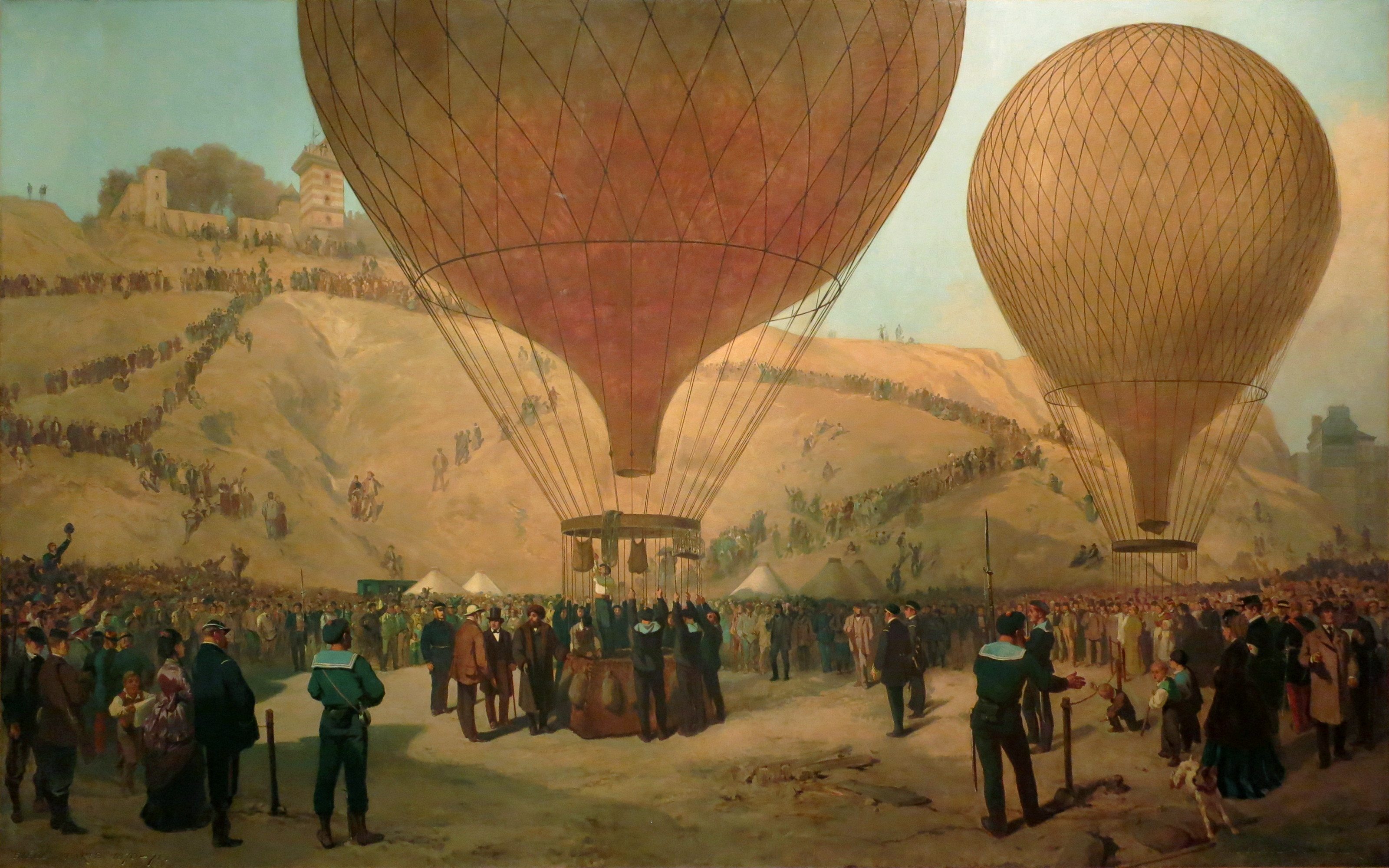
Wylot Leona Gambetty

Niektóre balony oprócz poczty przewoziły także pasażerów. Najpopularniejszym przykładem jest minister wojny Léon Gambetta, który 7 października wyleciał z Paryża. Balonami transportowano również gołębie pocztowe poza Paryż, gdzie miały być wykorzystywane jako poczta gołębia. Był to jedyny sposób, dzięki któremu oblężone miasto mogło skomunikować się z resztą Francji. 27 września Prusacy odkryli i przecięli specjalny kabel telegraficzny, który ułożony był na dnie Sekwany. Prawie wszyscy kurierzy próbujący przedostać się przez niemieckie pozycje zostali przechwyceni. Ptaki zostały zabrane do swoich gołębników, najpierw w Tours, a później w Poitiers, a po tym jak wypoczęły i zostały nakarmione, były przygotowane do podróży. Przed ich wypuszczeniem zaczepiono depesze. Początkowo gołębia poczta była używana tylko do oficjalnej komunikacji. 4 listopada rząd ogłosił, iż cywile również mogą wysyłać wiadomości, które mogą liczyć maksymalnie 20 słów przy opłacie 50 centymów za każde słowo.
Depesze zostały następnie skopiowane na arkusze tektury i sfotografowane przez M. Barreswille, fotografa z Tours. Każdy arkusz zawierał 150 wiadomości, które zostały zreprodukowane jako odbitka o wymiarach około 40 na 55 mm (1,6 na 2,2 cala): gdzie każdy gołąb mógł nieść po dziewięć z nich. Proces fotograficzny został później dopracowany przez René Dagrona, aby umożliwić transport większej ilości: Dagron ze swoim oprzyrządowaniem wyleciał z Paryża 12 listopada balonem nazwanym Niépce, niemal złapanym przez Prusaków. Proces fotograficzny umożliwił wysłanie wielu kopii wiadomości. Pomimo tego, że 57 z 360 wypuszczonych gołębi dotarło do Paryża, dostarczono ponad 60 000 z 95 000 wysłanych wiadomości (niektóre źródła podają znacznie wyższą liczbę około 150 000 oficjalnych i 1 milion prywatnych wiadomości, ale liczbę tę uzyskuje się, licząc wszystkie kopie każdej wiadomości).

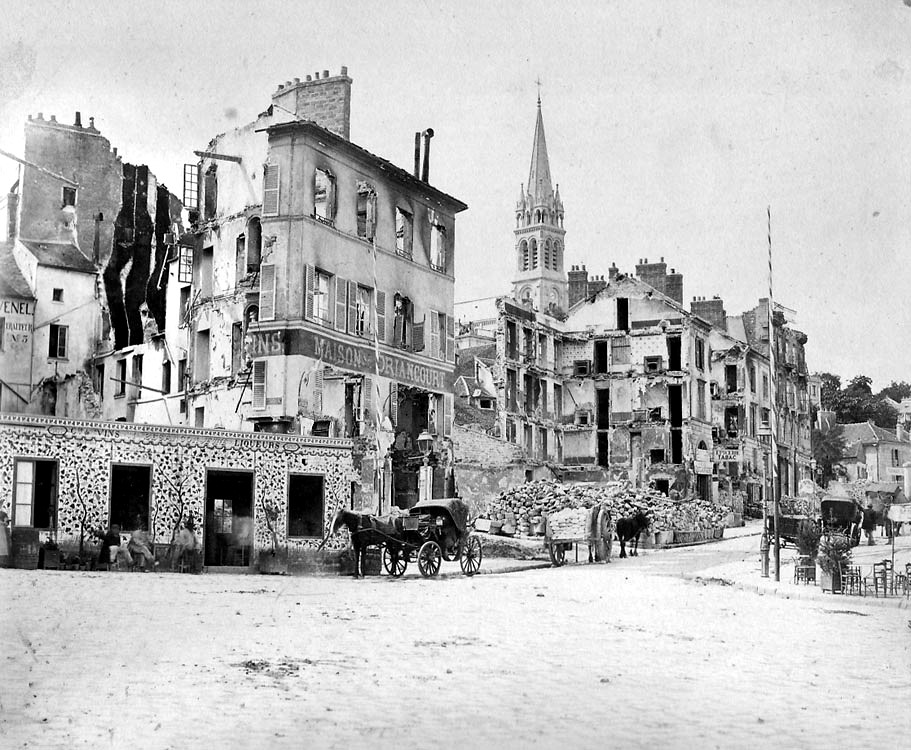
Saint-Cloud po francusko-niemieckich walkach w bitwie pod Châtillon

## W kulturze popularnej
Empires of Sand (1999, David W. Ball) to powieść składająca się z dwóch części, z których pierwsza rozgrywa się podczas oblężenia Paryża zimą 1870-71.
The Old Wives' Tale (Arnold Bennett) to powieść, która opisuje losy dwóch sióstr, Constance i Baines, która przeżywa oblężenie Paryża.
Elusive Liberty (Glen Davies) powieść opowiadająca historię rzeźbiarza Frédérica Bartholdi, który walczył z Niemcami jako adiutant Giuseppe Garibaldiego i przebywał w Paryżu podczas oblężenia.
Król w Żółci (1895, Robert W. Chambers) cykl czterech powieści zawiera historię, która ma miejsce w trakcie kilku dni oblężenia.
Woman of the Commune (1895, G. A. Henty) nawiązuje do oblężenia stolicy oraz wydarzeń następujące wydarzenia komuny paryskiej.
Mistrz, film z 2012 roku w reżyserii Paula Thomasa Andersona, nawiązuje do oblężenia w scenie, w której Lancaster Dodd mówi Freddiemu Quell, że obaj uczestniczyli w gołębiej poczcie.